# Bothria japonica
Bothria japonica är en tvåvingeart som först beskrevs av Louis-Paul Mesnil 1957.  Bothria japonica ingår i släktet Bothria och familjen parasitflugor. Inga underarter finns listade i Catalogue of Life.